# Prix Brieux
Pour les articles homonymes, voir Brieux (homonymie).
Le prix Brieux, de la fondation du même nom, est un ancien prix de l'Académie française, créé en 1926, « attribué à l’auteur d'une pièce de théâtre en trois actes au moins, à tendances sociales et moralisatrices, quelles qu'en soient les opinions politiques et religieuses, mais ne présentant aucun caractère de pamphlet », décerné tous les deux ans par l'Académie française. 
Eugène Brieux, né le 19 janvier 1858 à Paris et mort le 6 décembre 1932 à Nice, est un auteur dramatique, journaliste et voyageur français.

## Liste des lauréats
- 1928 : Édouard Schneider pour L’Exaltation
- 1930 : Gaston Baudoin pour Ariel et Caliban
- 1931 : André Obey pour La bataille de la Marne
- 1933 : André Antoine
- 1935 : Paul Brach pour Le Règne d’Adrienne
- 1937 : Gabriel Marcel pour Le dard
- 1939 : René Bruyez pour Jeanne et la vie des autres
- 1941 : Raymond Demeure pour Il était riche...
- 1943 : Henri Ghéon
- 1945 : Maurice Pottecher pour l'ensemble de son œuvre
- 1948 : Jean-Jacques Bernard
- 1951 : Jean Yole pour Le Capitaine de paroisse
- 1953 : Félix-Christian Delalande pour Le dernier homme
- 1953 : Henri Pouret pour Le Tigre
- 1955 : François Vaucienne pour La Geste de Massalia
- 1959 : René Fauchois pour l'ensemble de son œuvre
- 1961 : Alexandre Rivemale pour Le Mobile
- 1963 : Pierre-Aristide Bréal pour La grande oreille
- 1965 : Gabriel Arout pour Laure et les Jacques
- 1989 : Alfred Simon pour La Planète des clowns